# Erythrosuchidae
Erythrosuchidae (грец. означає «червоні крокодили») — родина великих базальних архозавроподібних хижаків, які жили з пізнього раннього тріасу ( оленекський період ) до раннього середнього тріасу ( анізійський період ).